# Yevgeny Mitkov
Yevgeny Viktorovich Mitkov (em russo:  Евгений Викторович Митьков; Shelekhov, 23 de março de 1972) é um ex-jogador de voleibol da Rússia que competiu nos Jogos Olímpicos de 2000.
Em 2000, ele fez parte da equipe russa que conquistou a medalha de prata no torneio olímpico, no qual atuou em oito partidas.